# Brennerin
Brennerin är ett berg i Österrike.   Det ligger i distriktet Vöcklabruck och förbundslandet Oberösterreich, i den centrala delen av landet, 210 km väster om huvudstaden Wien. Toppen på Brennerin är 1 602 meter över havet, eller 144 meter över den omgivande terrängen. Bredden vid basen är 1,9 km. Brennerin ingår i Höllengebirge.
Terrängen runt Brennerin är kuperad åt nordväst, men åt sydost är den bergig. Närmaste större samhälle är Bad Ischl, 12,1 km söder om Brennerin. 
I omgivningarna runt Brennerin växer i huvudsak blandskog. Runt Brennerin är det ganska tätbefolkat, med 70 invånare per kvadratkilometer.